# Bahnhof Dortmund-Barop
Der Bahnhof Dortmund-Barop liegt am Baroper Marktplatz im Stadtbezirk Hombruch. Seit Mitte 2006 handelt es sich betrieblich nur noch um einen Haltepunkt.

## Geschichte

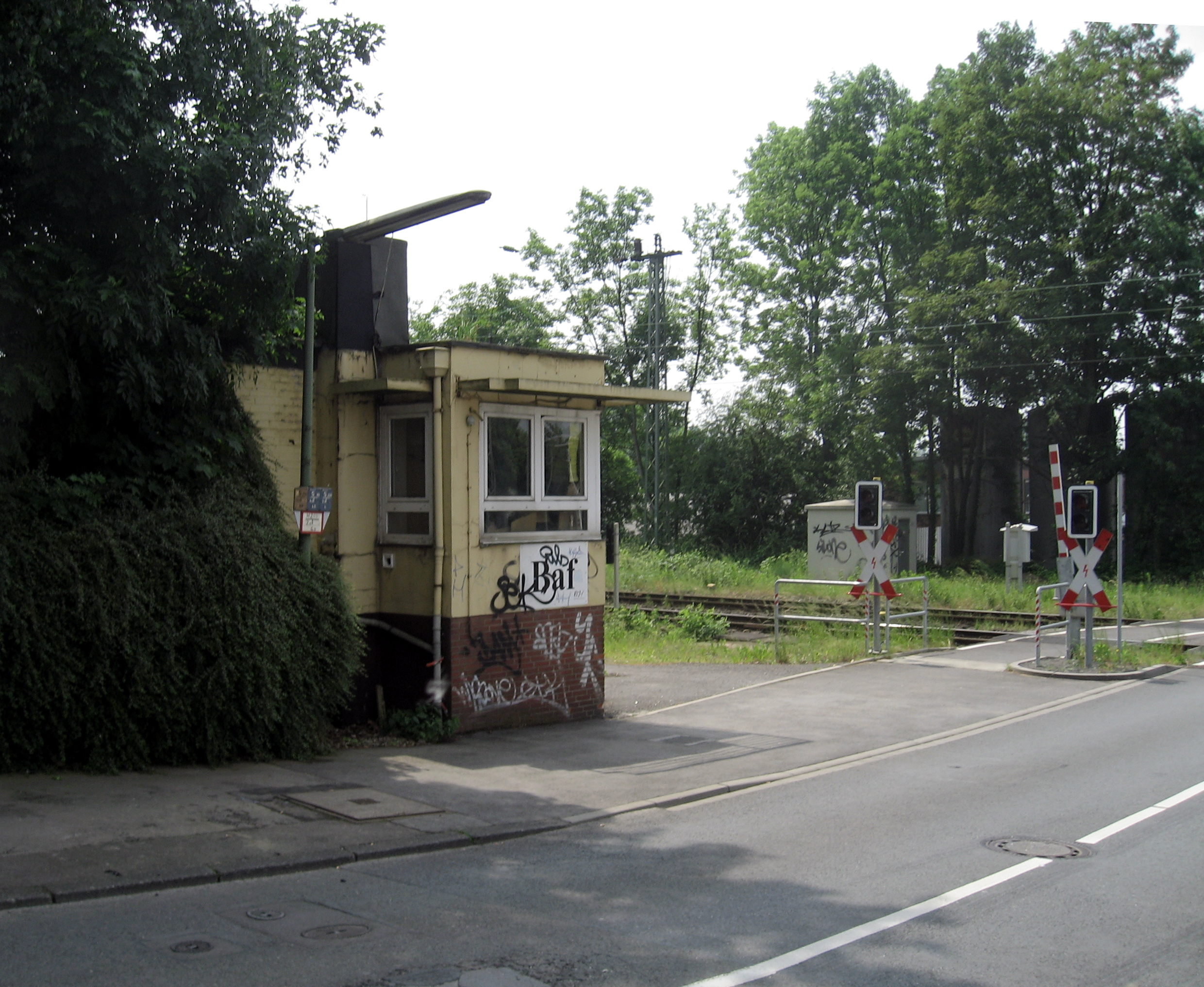
Das ehemalige Stellwerk „Baf“ am Bahnübergang der Harkortstraße

Die Station Barop wurde im Zuge der Stammstrecke der Bergisch-Märkischen Eisenbahn im Dezember 1848 eingerichtet. Über lange Jahre ist die Geschichte eng mit der Industriegeschichte im Bereich Barop/Hombruch verbunden. So wurde der Bahnhof primär zur Abfuhr der in Barop geförderten Kohlen errichtet und befand sich daher in unmittelbarer Nachbarschaft der Zeche Louise nahe der Hörder Chaussee (heute Stockumer Straße), auch die benachbarte Zeche Vereinigte Wittwe & Barop und der Schacht Giesbert der Zeche Glückauf lagen nahe am Bahnhof und erhielten Gleisanschlüsse. Die etwa zwei Kilometer entfernte Zeche Henriette erhielt vermutlich bereits bei der Eröffnung der Station einen Anschluss mittels einer Pferde-Schleppbahn.
Am 9. März 1849 wurde auch der Personenverkehr auf der Strecke aufgenommen. Dennoch blieb der Güterverkehr das bestimmende Element: Nicht nur den ortsansässigen Zechen diente der Bahnhof, ebenso nutzten ihn weitere in der Nachbarschaft angesiedelte Unternehmen zum Empfang und Versand ihrer Waren, hier sind vor allem die Baroper Maschinenfabrik (ab 1856) und das Baroper Walzwerk ab 1862 zu nennen. Im Jahr 1861 wurde der Bahnhof an seine heutige Lage nahe der Harkortstraße verlegt. Der Schacht „Clausthal“ der Zeche Vereinigte Louise Tiefbau wird 1865 durch eine Seilbahn mit dem Bahnhof verbunden. Eine weitere Bahn verband ab ca. 1870 den Bahnhof mit dem Schacht Gotthelf der Zeche Glückauf Tiefbau. Schließlich kam ab 1895 noch die Zeche Kaiser Friedrich in Menglinghausen hinzu, die eine Anschlussbahn an den Baroper Bahnhof erhielt.
Ab den 1880er Jahren begann der allmähliche Niedergang der Zechen im Raum Barop. Während 1880 noch das Anschlussgleis zur Zeche Holthausen in Eichlinghofen erweitert wurde, stellten die Zechen Vereinigte Wittwe & Barop und Henriette bis 1888 den Betrieb ein. Das große Zechensterben setzte dem Kohleumschlag in Barop im Jahr 1925 mit der Stilllegung der verbliebenen Zechen ein Ende, lediglich die Kokerei der Zeche Kaiser Friedrich blieb noch bis 1930 in Betrieb. Auch die Baroper Maschinenfabrik wurde nach dem Ersten Weltkrieg abgewickelt. Auf den brachliegenden Flächen siedelten sich in den nächsten Jahren andere Industriebetriebe an, der überwiegende Teil des Güteraufkommens galt aber nun dem 1928 von der Hoesch AG übernommenen Rohr-Walzwerk. Zur Querung der Gleise entstand neben dem Bahnübergang der Harkortstraße eine stählerne Fußgängerbrücke. Der Treppenaufgang zur ca. drei Meter breiten Brücke lag links neben dem Stellwerk „Baf“. Die Fachwerkbogen-Brücke hatte einen holzbeplankten Laufsteg. 
Lange nach der Eingemeindung Barops nach Dortmund wurde dieser Tatsache auch mit der Umbenennung des Bahnhofs in „Dortmund-Barop“ im Mai 1950 Rechnung getragen. Ebenfalls nach dem Zweiten Weltkrieg wurde auf dem Gelände der ehemaligen Zeche Wittwe, auf dem zwischenzeitlich eine Ziegelei bestand, ein Weichenwerk der Firma Mieves eröffnet. Am 29. Juli 1967 wurden die drei bisherigen mechanischen Stellwerke „Ba“ (ehemals „Bat“), „Nt“ (an der Stockumer Straße) und „St“ (am südlichen Ende des Bahnhofs) außer Betrieb genommen und durch das Spurplanstellwerk „Baf“ am Bahnübergang der Harkortstraße ersetzt, dessen Gebäude bereits zuvor als Schrankenposten diente. 
In den 1980er Jahren begann der erneute Niedergang des Güterverkehrs in Barop: Nachdem der Güterschuppen nicht mehr für den Stückgutverkehr genutzt wurde, diente dieser noch einige Jahre der „Fruchtbörse“ als Verkaufsstätte. Das Röhrenwerk wurde bald darauf geschlossen, ebenso das Lager der Firma Uhde. Auch das Empfangsgebäude von 1861 und die Fußgängerbrücke wurden abgerissen.
Seit dem 29. Mai 1994 ist Barop eine Station der Linie S 5 der S-Bahn Rhein-Ruhr, die an diesem Tag den Betrieb zwischen Dortmund und Hagen aufnahm. Bis 2002 wurde noch das Weichenwerk in Barop im Güterverkehr bedient, seitdem dient der Bahnhof nur noch dem S-Bahn-Verkehr. Aufgrund dieses Verkehrsrückgangs wurden bis zum Mai 2006 die verbliebenen Weichen außer Betrieb genommen und die Ein- und Ausfahrsignale durch Blocksignale ersetzt, der Bahnhof somit zum Haltepunkt umgewandelt. Die durch Rückbau der Nebengleise freigewordenen Flächen stehen zum Verkauf. 

## Verkehrliche Bedeutung
| Linie | Verlauf | Takt                                           |
| ----- | --- | ---------------------------------------------- |
| S 5   | Dortmund Hbf – Dortmund-Barop – Dortmund-Kruckel – Witten-Annen Nord – Witten Hbf – Wetter (Ruhr) – Hagen-Vorhalle – Hagen Hbf Stand: Fahrplanwechsel Dezember 2023 | 30 min (Dortmund–Witten) 60 min (Witten–Hagen) |

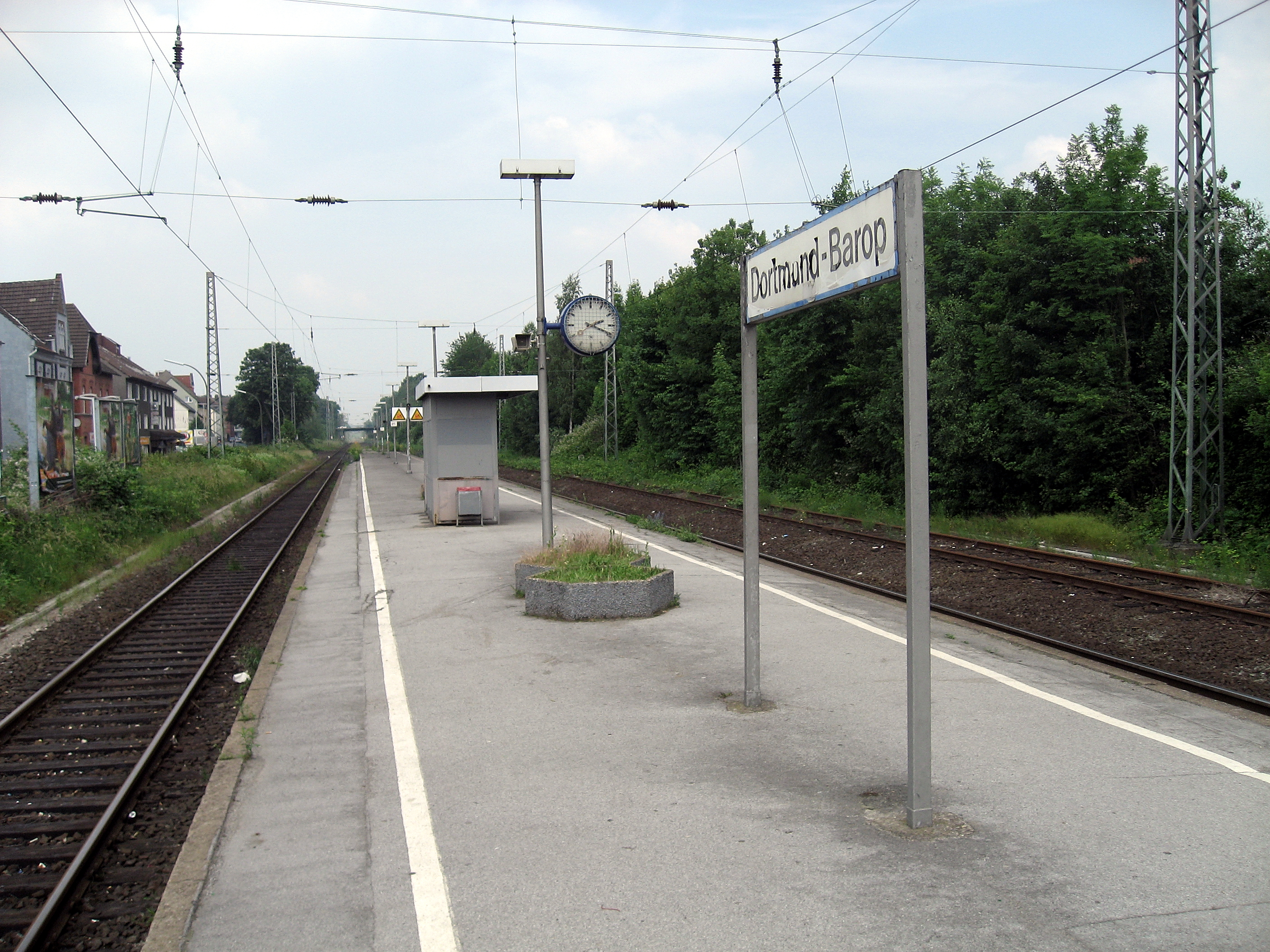
Bahnsteig

Der Haltepunkt Dortmund-Barop liegt unweit der Hombrucher Innenstadt und am Rand eines größeren Siedlungsgebiets auf Baroper Gebiet. Angeschlossen an das Eisenbahn-Verkehrsnetz ist er durch die hier verkehrende S-Bahn-Linie S 5 von Dortmund nach Hagen. In der Nähe des Bahnhofs hält ferner die Buslinie 446. Allerdings sind die beiden benachbarten Stadtverkehrsknoten Barop Parkhaus und Hombruch Gablonzstraße wesentlich besser an den Dortmunder Stadtverkehr angebunden, weswegen der S-Bahn-Haltestelle Barop innerstädtisch eine relativ geringe verkehrliche Bedeutung zukommt.

## Zukunft
Aus den oben angeführten Gründen gibt es Planungen, die Haltestelle einige hundert Meter weiter in Richtung der Dortmunder Innenstadt zu verlegen, wo eine Verknüpfung mit mehreren Stadtbuslinien sowie der Stadtbahnlinie U42 an der Haltestelle Barop Parkhaus möglich wird. Aus Kostengründen hatte sich die Deutsche Bahn AG im Jahr 2007 gegen eine Verlegung entschlossen. Dieses Vorhaben ist weiterhin Teil des aktuellen Nahverkehrsplans der Stadt Dortmund. Am 31. Januar 2020 gaben das Verkehrsministerium des Landes Nordrhein-Westfalen und die Deutsche Bahn AG bekannt, dass die Verschiebung des Haltepunktes Dortmund-Barop im Rahmen der dritten Leistungs- und Finanzierungsvereinbarung (LuFV III) zwischen Bund und DB finanziert wird, und bis zum Jahr 2029 realisiert werden soll. Im Februar 2021 hat die Planung bereits die HOAI-Phase 2 erreicht.